# Gomshall
Gomshall – wieś w Anglii, w hrabstwie Surrey, w dystrykcie Guildford. Leży 39 km na południowy zachód od centrum Londynu.